# Manta (langue)
Pour les articles homonymes, voir Manta et Banta.
Le manta (ou anta, banta, bantakpa, kisam, menta, tintaeman) est une langue bantoïde méridionale, parfois rattachée au groupe tivoïde ou au groupe momo, parlée dans la Région du Sud-Ouest au Cameroun, dans le département du Manyu au nord-est de Mamfé, depuis la frontière à Mom, dans l'arrondissement d'Akwaya, jusqu'à Manta dans l'arrondissement de Mamfé.
Avec 5 300 locuteurs en 2001, c'est une langue en danger (statut 6b).